# Simon Zoltán (irodalomtörténész)
Simon Zoltán (Debrecen, 1935. július 16. – Debrecen, 2019. május 14.) József Attila-díjas (1990) kritikus, esztéta, irodalomtörténész, könyvtáros.

## Életpályája
1954-1959 között a Kossuth Lajos Tudományegyetem magyar-történelem szakos hallgatója volt. 1956. október 23-án a debreceni egyetemi tüntetés egyik szervezője volt. Ezért 1957-1961 között kizárták az egyetemről. 1964 óta a Hajdú-Bihar Megyei Könyvtár könyvtárosa, 1967-1991 között a módszertani osztály vezetője, 1991-1996 között a könyvtár igazgatója. 1968-1990 között az Alföld rovatvezetője volt. 1987 óta az Írószövetség kelet-magyarországi csoportjának titkára.

## Művei
- Benjámin László, Akadémiai, Budapest, 1972, (Kortársaink)
- Változó világ, változó irodalom (esszék és kritikák), Szépirodalmi, Budapest, 1976
- A községi könyvtár vezetése, OSZK KMK, Budapest, 1987, (Könyvtárkezelői füzetek)
- „...pásztori város, magyar Hajdúnánás” (Írók, írások városunkról), szerkesztés és előszó: Simon Zoltán, gyűjtötte és az életrajzot valamint a bibliográfiát írta: Lenchés Katalin, Városi Tanács, Hajdúnánás, 1989, (Nánási füzetek)
- Az irodalom peremvidéke, Múzsák, Budapest, 1990
- A vidék forradalma – Az 1991. október 22-én Debrecenben rendezett konferencia előadásai, szerkesztő: Simon Zoltán, Az 1956-os Forradalom Történetének Hajdú-Bihar Megyei Kutatócsoportja, Debrecen, 1992
- Balogh István: Debrecen a forradalom után – Események 1956. november 4-től 1957. január 7-ig napról-napra, szerkesztette, a névjegyzéket valamint a jegyzeteket írta: Simon Zoltán, Hajdú-Bihar Megyei Könyvtár, Debrecen, 1994
- A groteszktől a groteszkig – Örkény István pályaképe, Csokonai, Debrecen, 1996, (Csokonai literatura könyvek)
- Az Alföld ötven éve – Adatok és dokumentumok, Alföld, Debrecen, 2000
- Költők, írók, kritikusok – A Kelet-magyarországi Írócsoport adattára, összeállította: Simon Zoltán, Hajdú-Bihar Megyei Könyvtár, Debrecen, 2000

## Díjai, kitüntetései
- A Szocialista Kultúráért (1971)
- Bessenyei-díj (1979)
- Kritikusi Nívódíj (1979)
- 1956-os Emlékérem (1991)
- Kölcsey-díj (1995)